# Vrnčani (miasto Čačak)
Vrnčani (cyr. Врнчани) – wieś w Serbii, w okręgu morawickim, w mieście Čačak. W 2011 roku liczyła 222 mieszkańców.